# Polycirrus carolinensis
Polycirrus carolinensis är en ringmaskart som beskrevs av Francis Day 1973. Polycirrus carolinensis ingår i släktet Polycirrus och familjen Terebellidae.
Artens utbredningsområde är Mexikanska golfen. Inga underarter finns listade i Catalogue of Life.